# Сова-лісовик смугаста
Сова-лісовик смугаста (Strix huhula) — вид птахів родини совових (Strigidae). Поширений у Південній Америці.

## Поширення
Ареал поширення зебрової сови — Південна Америка східніше Анд. Він зустрічається від Колумбії та Венесуели і від Еквадору на схід до Амазонії, Болівії, Парагваю, а також на півночі Аргентини та на південному сході Бразилії. Це осілий птах, що населяє тропічні та субтропічні ліси, галявини, кавові та бананові плантації. Віддає перевагу низинним місцям існування. Однак іноді його спостерігали на висоті 1100 метрів над рівнем моря.

## Підвиди
Відомо два підвиди
- Strix huhula huhula Daudin, 1800[4] — зустрічається в Колумбії, Венесуелі та Гайанах на південь до східного Перу, східної Болівії, північно-західної Аргентини та східно-центральної Бразилії.
- Strix huhula albomarginata  (Spix, 1824)[5] — поширений у південно-східній Бразилії, Парагваї та північно-східній Аргентині.

## Спосіб життя
Ця сова веде виключно нічний спосіб життя. Він проводить день, добре сховавшись у густому листі дерев, і активізується в сутінках. Ймовірно,раціон складається переважно з комах. Менше значення мають дрібні ссавці та інші дрібні хребетні. Про репродуктивну біологію цього виду нічого не відомо.